# 斯特陵街車站
斯特陵街車站（英語：Sterling Street station）是紐約地鐵IRT諾斯特蘭大道線的一個地鐵站，位於布魯克林展望萊佛爾特斯花園斯特陵街及諾斯特蘭大道交界，設有2號線（任何時候停站）與5號線（僅平日停站）列車服務。

## 車站結構
| Ground | 街道層   | 出入口 |
| 夾層   | 夾層     | 閘機、車站詢問處、Metrocard自動售票機                                                                        |
| 月台層 | 側式月台 | 側式月台 |
| 月台層 | 北行     | ← 往威克菲爾德-241街 (總統街-麥德加·艾菲斯學院) ← 往伊斯徹斯特-代里大道或涅雷大道 (總統街-麥德加·艾菲斯學院) |
| 月台層 | 南行     | → 往夫拉特布什大道-布魯克林學院 (文斯洛普街) →                                                               |
| 月台層 | 側式月台 | |

此地下車站設有兩個側式月台和兩條軌道。
此站是除夫拉特布什大道-布魯克林學院車站以外唯一一個IRT諾斯特蘭大道線容許兩個側式月台的免費轉乘。所有往南的車站，包括夫拉特布什大道車站，將閘機設於月台層。

## 外部連結
- nycsubway.org—Brooklyn IRT: Sterling Street
- nycsubway.org — Unknown Artwork at Sterling Street (unknown date) （页面存档备份，存于）
- Station Reporter — 2 Train
- The Subway Nut — Sterling Street Pictures （页面存档备份，存于）
- Sterling Street entrance from Google Maps Street View （页面存档备份，存于）
- Platforms from Google Maps Street View